# Postępowy Sojusz Socjalistów i Demokratów w Parlamencie Europejskim
Postępowy Sojusz Socjalistów i Demokratów w Parlamencie Europejskim (ang. Progressive Alliance of Socialists and Democrats, S&D) – socjaldemokratyczna grupa polityczna w Parlamencie Europejskim VII kadencji, powołana faktycznie 23 czerwca 2009.

## Powstanie frakcji
Frakcja zastąpiła dotychczasową Grupę Partii Europejskich Socjalistów. Zmiana nazwy wiązała się z koniecznością poczynienia ustępstw na rzecz polityków włoskiej Partii Demokratycznej. PD została utworzona w 2007 z połączenia kilku ugrupowań, przy czym część jej polityków wywodziła się z partii związanych z grupami chadecką i liberalną, odrzucających ideologię socjalistyczną. Nowa nazwa grupy została zaproponowana przez lidera dotychczasowej lewicowej frakcji, Martina Schulza.
Na dzień rozpoczęcia X kadencji (2024) S&D liczyła 136 posłów, stanowiąc drugą co do wielkości grupę w PE.

## Partie członkowskie
| Państwo         | Partia                                                                    | Skrót   | Europosłowie |
| --------------- | ------------------------------------------------------------------------- | ------- | ------------ |
| Austria         | Socjaldemokratyczna Partia Austrii Sozialdemokratische Partei Österreichs | SPÖ     | 5/20         |
| Belgia          | Partia Socjalistyczna Parti Socialiste                                    | PS      | 2/22         |
| Belgia          | Naprzód Vooruit                                                           | Vooruit | 2/22         |
| Bułgaria        | Bułgarska Partia Socjalistyczna Българска социалистическа партия          | BSP     | 2/17         |
| Chorwacja       | Socjaldemokratyczna Partia Chorwacji Socijaldemokratska partija Hrvatske  | SDP     | 4/12         |
| Cypr            | Partia Demokratyczna                                                      | DIKO    | 1/6          |
| Dania           | Socjaldemokracja Danii Socialdemokratiet i Danmark                        | A       | 3/15         |
| Estonia         | Partia Socjaldemokratyczna                                                | SDE     | 2/7          |
| Finlandia       | Socjaldemokratyczna Partia Finlandii                                      | SDP     | 2/15         |
| Francja         | Partia Socjalistyczna Parti Socialiste                                    | PS      | 10/81        |
| Francja         | Miejsce Publiczne Place publique                                          | PP      | 3/81         |
| Grecja          | Ruch na rzecz Zmian                                                       | PASOK   | 3/21         |
| Holandia        | Partia Pracy                                                              | PvdA    | 4/31         |
| Hiszpania       | Hiszpańska Socjalistyczna Partia Robotnicza                               | PSOE    | 20/60        |
| Irlandia        | Partia Pracy                                                              |         | 1/14         |
| Litwa           | Litewska Partia Socjaldemokratyczna                                       | LSDP    | 2/11         |
| Luksemburg      | Luksemburska Socjalistyczna Partia Robotnicza                             | LSAP    | 1/6          |
| Łotwa           | Socjaldemokratyczna Partia „Zgoda”                                        | SDPS    | 1/9          |
| Malta           | Partia Pracy                                                              |         | 3/6          |
| Niemcy          | Socjaldemokratyczna Partia Niemiec                                        | SPD     | 14/96        |
| Polska          | Nowa Lewica                                                               | NL      | 3/53         |
| Portugalia      | Partia Socjalistyczna                                                     | PS      | 8/21         |
| Rumunia         | Partia Socjaldemokratyczna                                                | PSD     | 10/33        |
| Słowenia        | Socjaldemokraci                                                           | SD      | 1/9          |
| Szwecja         | Szwedzka Socjaldemokratyczna Partia Robotnicza                            | SAP     | 5/21         |
| Węgry           | Koalicja Demokratyczna                                                    | DK      | 2/21         |
| Włochy          | Partia Demokratyczna                                                      | PD      | 21/76        |
| Włochy          | Democrazia Solidale                                                       | DemoS   | 1/76         |
| Unia Europejska | Suma                                                                      | Suma    | 136/720      |

## Przewodniczący
| Przewodniczący      | Kraj członkowski UE | Partia                                      | Okres sprawowania funkcji          |
| ------------------- | ------------------- | ------------------------------------------- | ---------------------------------- |
| Martin Schulz       | Niemcy              | Socjaldemokratyczna Partia Niemiec          | 12 czerwca 2009 – 16 stycznia 2012 |
| Hannes Swoboda      | Austria             | Socjaldemokratyczna Partia Austrii          | 17 stycznia 2012 – 18 czerwca 2014 |
| Martin Schulz       | Niemcy              | Socjaldemokratyczna Partia Niemiec          | 18–30 czerwca 2014                 |
| Gianni Pittella     | Włochy              | Partia Demokratyczna                        | 1 lipca 2014 – 28 marca 2018       |
| Udo Bullmann        | Niemcy              | Socjaldemokratyczna Partia Niemiec          | 28 marca 2018 – 18 czerwca 2019    |
| Iratxe Garcia Pérez | Hiszpania           | Hiszpańska Socjalistyczna Partia Robotnicza | od 18 czerwca 2019                 |